# Hexatoma tibetana
Hexatoma tibetana är en tvåvingeart som beskrevs av Alexander 1933. Hexatoma tibetana ingår i släktet Hexatoma och familjen småharkrankar. Inga underarter finns listade i Catalogue of Life.